# Maksimkowo (obwód wołogodzki)
Maksimkowo (ros. Максимково) – wieś w Rosji, w rejonie szeksnińkim obwodu wołogodzkiego. W 2010 r. liczyła 3 mieszkańców.